# Fortbildungsakademie des Ministeriums für Inneres und Kommunales des Landes Nordrhein-Westfalen
Die Fortbildungsakademie des Ministeriums des Innern des Landes Nordrhein-Westfalen ist eine Einrichtung im Geschäftsbereich des Ministeriums des Innern des Landes Nordrhein-Westfalen. Sie dient allen Ressorts der Landesverwaltung, insbesondere dem Innenressort zur Durchführung der Fortbildungsaufgaben.

## Geschichte
Die Akademie wurde Ende November 1979 durch Errichtungserlass des Innenministers gegründet. Sie nahm ihren Betrieb 1981 in Attendorn auf. Die wesentliche Aufgabe war die Fachfortbildung von Beamten der allgemeinen inneren Verwaltung in besonderen Rechtsthemen sowie die Einführungsfortbildung des Führungskräftenachwuchses. Die Einrichtung war in dieser Zeit bekannt unter dem Namen Fortbildungsakademie Attendorn (FAA). Mit Kabinettsbeschluss entschied die Landesregierung Nordrhein-Westfalen den Umzug der Einrichtung nach Herne zum 1. April 1994. Zunächst befand sich die Verwaltung im Herner Stadtteil Wanne-Eickel und wurde von den Beschäftigten der Landesverwaltung als Fortbildungsakademie Herne (FAH) bezeichnet. Zum Schwerpunkt der Aufgabenstellung entwickelte sich der weite Bereich der verhaltensorientierten Seminare. Im Rahmen der Internationale Bauausstellung Emscher Park (IBA) wurde in Herne ein architektonisch herausragendes Gebäude auf dem ehemaligen Zechengelände Mont-Cenis errichtet. In die hier entstandene Akademie Mont-Cenis zog am 1. Januar 1994 gemeinsam mit Teilen der Stadtverwaltung Herne auch die Fortbildungsakademie ein und wird nunmehr überwiegend Fortbildungsakademie Mont-Cenis genannt.

## Aufgaben
Die Fortbildungsakademie Mont-Cenis bietet erlassgemäß ressortübergreifende Fortbildung für die Beschäftigten der Landesverwaltung NRW an. Die Seminare, Personal- und Organisationsentwicklungsmaßnahmen sichern die sachgerechte Umsetzung von Gesetzen, Verordnungen und Erlassen ab. Die Organisation gliedert sich in fünf Fachbereiche und bietet derzeit (2012) die Themen:
- Führungsfortbildung
- Betriebswirtschaftliche Steuerungselemente
- Diversity Management
- Kommunikation und Zusammenarbeit
- Presse- und Öffentlichkeitsarbeit
- Handwerkszeug für Trainerinnen und Trainer
- Methodische und persönliche Kompetenzen
- Personalwirtschaft und Öffentliches Recht
- NRW, Europa und Sprachen
- Fortbildung für Schwerbehindertenvertretungen
- Soziale Ansprechpartner (SAP)